# جاك شلوسبيرج
جون بوفييه كينيدي شلوسبيرج (من مواليد 19 يناير 1993)  هو ابن السفيرة الأمريكية كارولين كينيدي، وهو الحفيد الوحيد لجون كينيدي، الرئيس الخامس والثلاثين للولايات المتحدة، والسيدة الأولى جاكلين بوفييه كينيدي أوناسيس. تخرج من كلية الحقوق بجامعة هارفارد، واستمر في المضي لكي يصبح محاميًا لولاية نيويورك.

## النشأة والتعليم
ولد جون بوفييه كينيدي شلوسبيرج في مدينة نيويورك في 19 يناير 1993، وهو الأصغر بين ثلاثة أطفال لكارولين كينيدي وإدوين شلوسبيرج. سُمي على اسم جده لأمه وهو جون إف كينيدي، والجد الأكبر لأمه، جون فيرنو بوفييه الثالث. لدى شلوسبيرغ شقيقتان أكبر سناً، روز وتاتيانا. وكعضو في عائلة كينيدي لديه العديد من الأقارب البارزين. وينحدر والد شلوسبيرج من عائلة يهودية أرثوذكسية من أصل أوكراني، ووالدته كاثوليكية من أصل أيرلندي وفرنسي واسكتلندي وإنجليزي. نشأ شلوسبيرغ على ديانة والدته، كما أنه يحافظ على التقاليد والأعياد اليهودية. وهو الحفيد الوحيد لجون وجاكي كينيدي.
في الصف الثامن، شارك شلوسبيرج في تأسيس ReLight New York، وهي منظمة غير ربحية جمعت أكثر من 100 ألف دولار لتركيب مصابيح الفلورسنت المدمجة في مشاريع الإسكان ذات الدخل المنخفض. وفي عام 2011، تخرج من المدرسة الجماعية في الجانب الغربي العلوي من مانهاتن. بعد ذلك التحق شلوسبيرغ بجامعة ييل، وتخرج منها عام 2015 بدرجة علمية في التاريخ مع التركيز على التاريخ الياباني. وأثناء وجوده هناك، كتب شلوسبيرج لصحيفة ييل ديلي نيوزوييل هيرالد. ثم التحق شلوسبيرغ بكلية الحقوق بجامعة هارفارد في خريف عام 2017. وفي عام 2022 تخرج من برنامج - J. د / م.للبكالوريوس المشترك في كلية الحقوق بجامعة هارفارد وكلية الأعمال بجامعة هارفارد.

## حياته المهنية
شلوسبيرغ هو عضو في لجنة جائزة الحدود الجديدة لمكتبة جون إف كينيدي، والتي عمل فيها كمقدم للجائزة. وهو عضو في لجنة جائزة الملف الشخصي في الشجاعة وكان المضيف لحفل 2014.
في أكتوبر 2015، بعد تخرجه من جامعة ييل، بدأ شلوسبيرج العمل في شركة راكوتين، وهي شركة يابانية للإنترنت والتجارة الإلكترونية، مقرها طوكيو. والتقى شلوسبيرغ بهيروشي ميكيتاني، الرئيس التنفيذي لشركة Rakuten، وذلك أثناء زيارته لسنداي برفقة والدته في مهامها كسفيرة للولايات المتحدة في اليابان.
وفي عام 2016، عمل شلوسبيرغ كمساعد موظف في مكتب المحيطات والشؤون البيئية والعلمية الدولية، وهو جزء من وزارة الخارجية الأمريكية، وأيضًا في شركة سنتوري القابضة المحدودة، وهي شركة يابانية للتخمير والتقطير والمشروبات.
وفي أبريل 2023، اجتاز امتحان نقابة المحامين في ولاية نيويورك، وهو أحد الخطوات العديدة المطلوبة قبل القبول في نقابة المحامين حتى يصبح محاميًا.

### التمثيل
وفي 11 مايو 2018، ظهر شلوسبيرج في دور الضابط جاك هامر في خاتمة الموسم الثامن من البرنامج التلفزيونيدماء زرقاء. وكانت تلك وظيفته التلفزيونية الأولى والوحيدة.

### سياسة
علقت وسائل الإعلام على الإمكانات السياسية لشلوسبيرج. وفي سبتمبر 2012، عندما سُئل شلوسبيرغ البالغ من العمر 19 عامًا عن اهتمامه بالعمل السياسي، قال: "السياسة تهمني بالتأكيد. لكني مهتم أكثر بالخدمة العامة". وفي سنة 2013،  حضر شلوسبيرج حفل عشاء جائزة وسام الحرية لإحياء الذكرى الخمسين لوفاة جده حيث كان الرئيس باراك أوباما ضيفًا. وفي أغسطس 2020، ألقى شلوسبيرج خطابًا في الليلة الثانية من المؤتمر الوطني الديمقراطي 2020 بعنوان "نحن نقود من المكتب البيضاوي".

## روابط خارجية
- مقالات كتبها جاك شلوسبيرج في ييل هيرالد
- JBKSchlossberg على تويتر.
- جاك شلوسبيرج على إنستغرام
- جاك شلوسبيرج في قاعدة بيانات الأفلام على الإنترنت